# Back Orifice
Back Orifice ("Orifício Traseiro", em inglês) é um programa de computador, mais especificamente uma ferramenta de administração remota, que permite a uma pessoa operar remotamente outro computador que esteja executando o sistema operacional Windows 95 ou Windows 98 e que esteja conectado a uma rede de computadores. O nome é uma sátira ao software servidor da Microsoft chamado Back Office.
O Back Orifice trabalha com uma arquitetura cliente-servidor. Um programa servidor pequeno e discreto é instalado em uma máquina, permitindo que esta seja manipulada remotamente por um programa cliente com interface gráfica instalado em outro computador. Esses dois componentes comunicam-se entre si usando o protocolo de rede TCP e/ou UDP. Numa referência ao crescente fenômeno Leet, esse programa comumente é executado usando a porta 31337.

## História
O programa foi lançado na DEF CON 6, no dia 1 de agosto de 1998, fruto do intelecto de Sir Dystic, membro da organização hacker americana Cult of the Dead Cow. De acordo com o grupo, seu propósito era demonstrar a falta de segurança no sistema operacional Windows 98 da Microsoft.
Até recentemente, o Microsoft Windows é um sistema operacional monousuário para computadores domésticos, que nunca foi projetado para funcionar como uma plataforma segura de rede. Apesar disso, a Microsoft o anunciava como a melhor solução para usuários interessados em acessar a Internet. A estratégia funcionou e o Windows conseguiu uma grande fatia do mercado. Como resultado da proliferação de computadores com sistema Windows acessando a Internet, ele acabou se tornando o alvo ideal para demonstrações de ferramentas hacker.
O Back Orifice tem um sucessor chamado Back Orifice 2000, lançado em 1999.

## Problemas
Apesar do Back Orifice possuir propósitos legitimamente sérios, tais como administração remota, há outros fatores que o tornam apropriado para atividades menos benignas. O servidor é capaz de se esconder de inspeções básicas feitas pelo usuário do sistema. Se embutido num Cavalo de Troia, ele facilmente ludibria o usuário, podendo ser instalado automaticamente por engano e usado para atacar, espionar ou apenas irritar usuários incautos.
Por essas e por outras razões, a indústria de antivírus imediatamente categorizou a ferramenta como praga eletrônica e adicionou o Back Orifice às suas listas de quarentena. Apesar deste fato, ele foi amplamente usado por aspirantes a hacker devido a sua interface simples e instalação fácil.

## Funções
O programa cliente do Back Orifice permite:
- Abrir aplicações para uso remoto por meio de telnet;
- Criar / listar / deletar pastas;
- Copiar / deletar / procurar / compactar / descompactar / ver arquivos;
- Abrir / fechar servidor HTTP;
- Logar pressionamento de teclas;
- Permitir vários métodos para captura de tela (inclusive criação de .AVIs);
- Algumas funções de rede (conexões ativas, por exemplo);
- Ping Host;
- Listar / desligar / criar Process (Aplicativos);
- Várias funções no registro;
- Abrir caixa de Diálogo (similar à de erro do Windows);
- Travar o computador;
- Reiniciar (Rebootar) o computador;
- Mostrar senhas (passwords) do sistema;
- Mandar e receber arquivos por TCP;
- Abrir e fechar o drive de CD/DVD.